# Andrzej Karweta
Andrzej Karweta (11. červen 1958, Jaworzno, Polsko – 10. duben 2010, Pečersk, Rusko) byl viceadmirál Námořnictva Polska a od listopadu 2007 velitelem Námořnictva Polska.

## Životopis
Narodil se ve vesnici Jeleń (od roku 1977 část Jaworzna). V roce 1977 začal studium na Polské námořní akademii v Gdyni, kterou dokončil v roce 1982 v hodnosti podporučíka (podporucznik marynarki). Službu zahájil v roce 1982, v letech 2002 až 2005 působil při vrchním velitelství spojeneckých sil v Atlantiku (SACLANT). V roce 2005 se vrátil do Polska. V roce 2007 byl povýšen do hodnosti viceadmirála (wiceadmirał).
Zahynul při leteckém neštěstí u ruského Smolensku 10. dubna 2010.

## Vyznamenání
- komtur Řádu znovuzrozeného Polska (in memoriam) – Polsko, 2010
- Stříbrný Záslužný kříž – Polsko, 2005[2]
- Bronzový Záslužný kříž – Polsko, 2001[3]
- Zlatá Medaile za zásluhy na národní obraně – Polsko
- Zlatá Medaile ozbrojených sil ve službě vlasti – Polsko
- Stříbrná Medaile ozbrojených sil ve službě vlasti – Polsko
- Bronzová Medaile ozbrojených sil ve službě vlasti – Polsko
- Medaile Pro Memoria – Polsko
- velkodůstojník Řádu za zásluhy – Portugalsko, 1. září 2008[4][5]